# Contea di Colfax (Nuovo Messico)
La contea di Colfax, in inglese Colfax County, è una contea dello Stato del Nuovo Messico, negli Stati Uniti. La popolazione al censimento del 2000 era di 14 189 abitanti. Il capoluogo di contea è Raton.

## Geografia
La contea si trova nel nord-est del Nuovo Messico. La regione più occidentale è occupata dalle Montagne Rocciose e include la catena Cimarron e i Monti Sangre de Cristo, dove si trova la foresta nazionale di Carson. Tra le due catene si trova l'Eagle Nest Lake. Il fiume Canadian scorre da nord a sud nel centro della contea.

### Contee confinanti
- Contea di Las Animas (Colorado) - nord
- Contea di Union - est
- Contea di Harding - sud
- Contea di Mora - sud
- Contea di Taos - ovest
- Contea di Costilla (Colorado) - nord - ovest

## Storia
L'area era territorio dei nativi Apache prima dell'apertura del Santa Fe Trail nel 1821. La contea fu fondata nel 1869 dalla parte settentrionale della contea di Mora. Prende il nome dal 17º vicepresidente degli Stati Uniti, Schuyler Colfax.

## Comuni

### City
- Raton (capoluogo)

### Town
- Springer

### Villages
- Angel Fire
- Cimarron
- Eagle Nest
- Maxwell

### Census-designated place
- Ute Park